# ليانزو
ليانزو هي مدينة من مدن الصين. يبلغ عدد سكانها 367859 نسمة وذلك حسب إحصائيات سنة 2010. تبلغ مساحتها 2663.33 كم².

## المناخ
يظهر الجدول التالي التغييرات المناخية على مدار السنة لليانزو:
| البيانات المناخية لـليانزو                       | البيانات المناخية لـليانزو | البيانات المناخية لـليانزو | البيانات المناخية لـليانزو | البيانات المناخية لـليانزو | البيانات المناخية لـليانزو | البيانات المناخية لـليانزو | البيانات المناخية لـليانزو | البيانات المناخية لـليانزو | البيانات المناخية لـليانزو | البيانات المناخية لـليانزو | البيانات المناخية لـليانزو | البيانات المناخية لـليانزو | البيانات المناخية لـليانزو |
| الشهر                                            | يناير                      | فبراير                     | مارس                       | أبريل                      | مايو                       | يونيو                      | يوليو                      | أغسطس                      | سبتمبر                     | أكتوبر                     | نوفمبر                     | ديسمبر                     | المعدل السنوي              |
| ------------------------------------------------ | -------------------------- | -------------------------- | -------------------------- | -------------------------- | -------------------------- | -------------------------- | -------------------------- | -------------------------- | -------------------------- | -------------------------- | -------------------------- | -------------------------- | -------------------------- |
| الدرجة القصوى °م (°ف)                            | 27.8 (82.0)                | 31.2 (88.2)                | 33.6 (92.5)                | 35.2 (95.4)                | 36.6 (97.9)                | 39.4 (102.9)               | 41.6 (106.9)               | 40.5 (104.9)               | 39.0 (102.2)               | 37.3 (99.1)                | 34.0 (93.2)                | 28.3 (82.9)                | 41.6 (106.9)               |
| متوسط درجة الحرارة الكبرى °م (°ف)                | 13.7 (56.7)                | 15.3 (59.5)                | 18.4 (65.1)                | 24.4 (75.9)                | 28.9 (84.0)                | 31.7 (89.1)                | 34.1 (93.4)                | 33.9 (93.0)                | 31.1 (88.0)                | 27.3 (81.1)                | 22.0 (71.6)                | 16.8 (62.2)                | 24.8 (76.6)                |
| المتوسط اليومي °م (°ف)                           | 9.2 (48.6)                 | 11.2 (52.2)                | 14.4 (57.9)                | 20.1 (68.2)                | 24.2 (75.6)                | 27.0 (80.6)                | 28.8 (83.8)                | 28.4 (83.1)                | 25.9 (78.6)                | 21.7 (71.1)                | 16.2 (61.2)                | 11.0 (51.8)                | 19.8 (67.7)                |
| متوسط درجة الحرارة الصغرى °م (°ف)                | 6.3 (43.3)                 | 8.5 (47.3)                 | 11.8 (53.2)                | 17.1 (62.8)                | 20.9 (69.6)                | 23.8 (74.8)                | 25.0 (77.0)                | 24.8 (76.6)                | 22.4 (72.3)                | 17.8 (64.0)                | 12.3 (54.1)                | 7.2 (45.0)                 | 16.5 (61.7)                |
| أدنى درجة حرارة °م (°ف)                          | −3.0 (26.6)                | −1.0 (30.2)                | −0.2 (31.6)                | 5.4 (41.7)                 | 11.1 (52.0)                | 15.7 (60.3)                | 19.1 (66.4)                | 19.8 (67.6)                | 14.6 (58.3)                | 5.6 (42.1)                 | 0.7 (33.3)                 | −3.4 (25.9)                | −3.4 (25.9)                |
| الهطول مم (إنش)                                  | 73.1 (2.88)                | 108.9 (4.29)               | 155.6 (6.13)               | 218.5 (8.60)               | 261.2 (10.28)              | 264.7 (10.42)              | 168.4 (6.63)               | 137.6 (5.42)               | 82.9 (3.26)                | 65.1 (2.56)                | 55.3 (2.18)                | 37.8 (1.49)                | 1٬629٫1 (64.14)            |
| متوسط الرطوبة النسبية (%)                        | 77                         | 79                         | 82                         | 83                         | 81                         | 82                         | 77                         | 78                         | 77                         | 74                         | 74                         | 74                         | 78                         |
| المصدر: China Meteorological Data Service Center |                            |                            |                            |                            |                            |                            |                            |                            |                            |                            |                            |                            |                            |